# Ted Knight
Ted Knight (7 de diciembre de 1923 - 26 de agosto de 1986) fue un actor estadounidense conocido principalmente por interpretar el papel cómico de Ted Baxter en The Mary Tyler Moore Show, el de Henry Rush en Too Close for Comfort, y el del Juez Smails en Caddyshack.

## Primeros años
Su verdadero nombre era Tadeus Wladyslaw Konopka, y nació en Terryville, Connecticut, en el seno de una familia de origen polaco. Knight abandonó los estudios en la high school para alistarse y servir durante la Segunda Guerra Mundial, durante la cual formó parte del 296th Engineer Combat Battalion, ganando cinco Estrellas al Servicio mientras se encontraba en el Teatro europeo en la Segunda Guerra Mundial.
En 1948 se casó con Dorothy Smith, con la que tuvo tres hijos: Ted Knight, Jr., Elyse, y Eric.

## Carrera
En los años de posguerra, Knight estudió interpretación en Hartford, Connecticut, llegando a ser muy competente con el uso de los muñecos y de la ventriloquia, habilidades que le facilitaron trabajar en programas televisivos infantiles. En 1955 se trasladó a Albany, Nueva York, donde entró a trabajar en la emisora WROW-TV presentando The Early Show, un programa en el que se exhibían películas de MGM y variedades para niños, y en el que encarnó a un personaje llamado "Windy Knight". También fue presentador de radio en la emisora WROW, hermana de la anterior. Dejó este trabajo en 1957 cuando el director de la emisora, y futuro presidente de Capital Cities Thomas S. Murphy, le aconsejó probar a trabajar en Hollywood.
Knight pasó la mayor parte de las décadas de 1950 y 1960 haciendo publicidad e interpretando pequeños papeles en el cine y en la televisión. Así, fue el policía que custodia a Norman Bates al final de la cinta de Alfred Hitchcock Psicosis (1960). En la temporada 1962-1963 fue "Haskell" en el programa de la CBS The New Loretta Young Show. Actuó con frecuencia en shows televisivos tales como How to Marry a Millionaire, The Eleventh Hour, Bonanza, The Man and the Challenge, Combat!, Superagente 86, The Twilight Zone, y The Wild Wild West.
La particular voz de Knight le dio trabajo como locutor, destacando como narrador de la primera temporada de Súper Amigos, así como de otras varias series de dibujos animados, incluyendo a las voces del narrador y del líder del equipo, Comandante Jonathan Kidd, en Fantastic Voyage. 

### The Mary Tyler Moore Show
Su papel como el vanidoso y torpe locutor de la WJM Ted Baxter en The Mary Tyler Moore Show le valió a Knight un amplio reconocimiento y su mayor éxito. Fue nominado en seis ocasiones a los Premios Emmy por su papel, ganando dicho premio en 1973 y 1976.
Knight utilizó parte del estilo de su personaje para hacer comerciales a nivel regional. UAB Productions for Southgate USA produjo varios de los espacios publicitarios.
Tras finalizar el show, Knight actuó en un episodio de The Love Boat junto a su compañero de Mary Tyler Moore, Gavin MacLeod (el Capitán Stubing).

### Too Close for Comfort
Ya finalizado The Mary Tyler Moore Show, Knight interpretó el primer papel de la serie Too Close for Comfort en 1980. En algunas de las escenas Knight utilizaba su talento como ventrílocuo para interpretar conversaciones cómicas con un muñeco. El show fue cancelado por la ABC tras tres temporadas, aunque hubo redifusión del mismo. En su última temporada el programa se tituló The Ted Knight Show, pero a pesar de su continuado éxito, hubo de suspenderse en 1986 a causa del estado de salud de Knight.

## Fallecimiento
Pocos meses después de finalizar The Mary Tyler Moore Show en 1977, a Knight le diagnosticaron un cáncer, debido a lo cual hubo de recibir diversos tratamientos con el transcurso de los años. En 1985 el cáncer le afectó el cólon y se extendió a la vejiga urinaria. 
Knight falleció el 26 de agosto de 1986 en Glendale (California), a causa de complicaciones surgidas tras ser intervenido para tratar su enfermedad. Tenía 62 años de edad. Fue enterrado en el Cementerio Forest Lawn Memorial Park de Glendale. 
Por su contribución a la industria televisiva Ted Knight recibió una estrella en el Paseo de la Fama de Hollywood, en el 6673 de Hollywood Boulevard.